# Igreja de São Baudilus (Neuilly-sur-Marne)

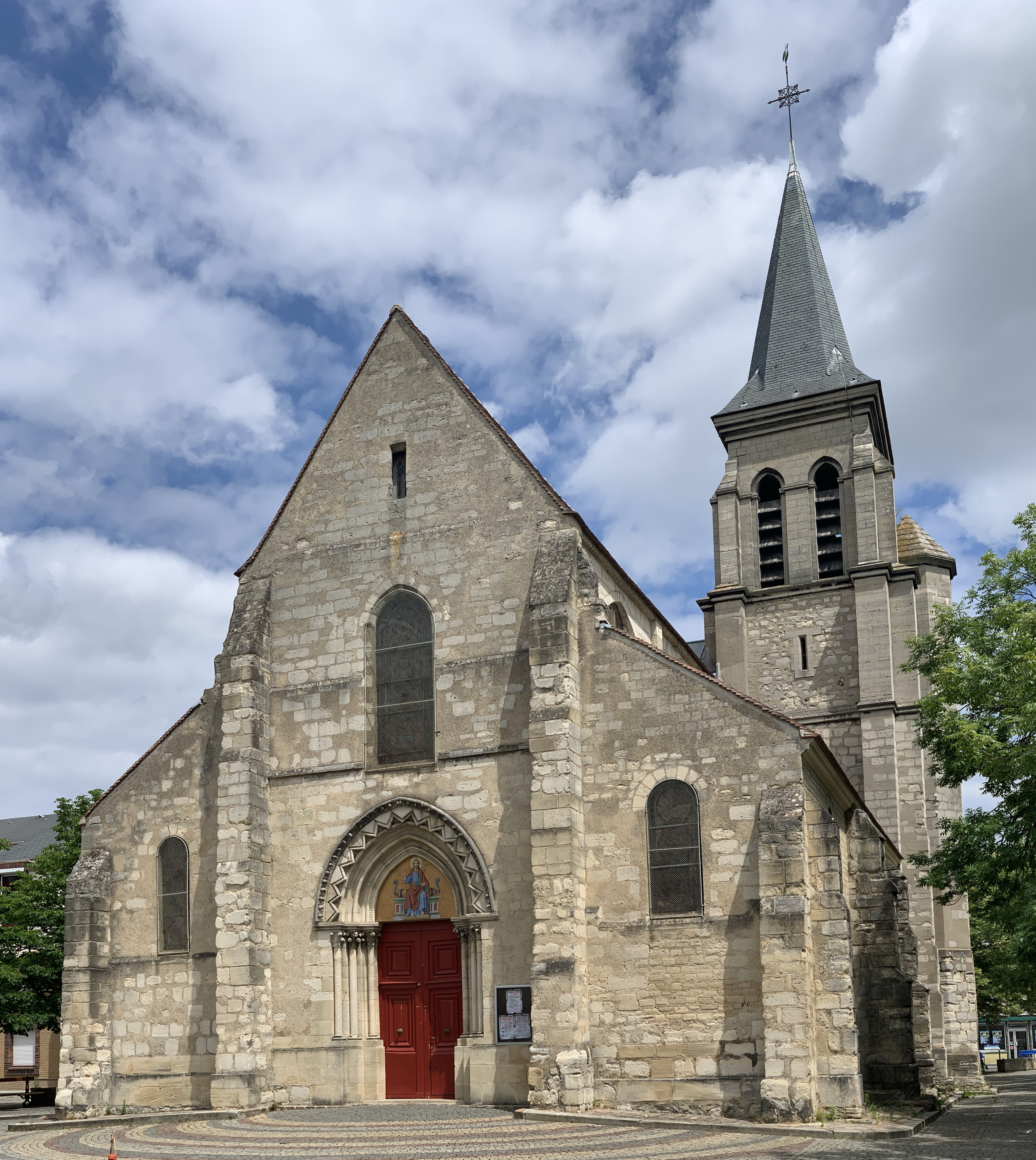
Foto da Igreja de São Baudilus, em Neuilly-sur-Marne.

A igreja de São Baudilus (em francês:  église Saint-Baudile) é uma igreja católica romana em Neuilly-sur-Marne, no departamento de Seine-Saint-Denis, na França. É dedicado a São Baudilus, um mártir do século III. É listada como um monumento histórico.

## História
A construção da igreja foi iniciada em 1199 pelo Padre Foulques, natural da aldeia. A igreja é um dos primeiros exemplos da arquitetura de igreja gótica na França.
O Padre Foulques pregou na igreja pelo levantamento da Quarta Cruzada em nome do Papa Inocêncio III.
A igreja foi listada como Monumento Histórico em 1913. Possui capitéis e uma estátua da Virgem Maria datada do século XIII.